# Das schreckliche Mädchen
Das schreckliche Mädchen (Fata îngrozitoare) este un film german produs în anul 1990 în regia și scenariul lui Michael Verhoeven. Filmul se bazează pe experiența trăită de scriitoarea Anna Rosmus⁠(en)[traduceți].

## Acțiune
Sonja Wegmus este elevă în gimnaziul unei mănăstiri din Bavaria. În orașul ei natal Pfilzing ea a devenit renumită prin câștigarea unui concurs internațional de eseuri. Succesul obținut o motivează să participe la concursul următor alegând o temă antifascistă. Acum începe să aibă probleme cu concetățenii ei, care îi pun bețe în roate și o evită. Cetățenii orașului nu doresc să fie confruntați cu perioada nazistă. Sonia se simte amenițată, ea lovește de dușmănia cunoscuților, care-i reproșează trădare și lipsă de patriotism.

## Distribuție
- Lena Stolze: Sonja Wegmus
- Hans-Reinhard Müller: Dr. Juckenack
- Monika Baumgartner: Mama Soniei
- Elisabeth Bertram: Bunica Soniei
- Michael Gahr: Paul Rosenberger
- Robert Giggenbach: Martin
- Fred Stillkrauth: Unchiul Soniei
- Barbara Gallauner: Frau Juckenack
- Udo Thomer: Arhivar Schulz
- Christof Wackernagel: Zoepfel
- Karin Thaler: Nina
- Stella Adorf: Carolin
- Rudolf Schündler: Arhivar
- Axel Scholtz: Asistent
- Ludwig Wühr: Herr Mergenthaler
- Willy Schultes: Pater Brummel
- Sandra White: Iris Rabenbauer
- Elisabeth Welz: Profesoară
- Georg Einerdinger: Preot
- Martha Kunig-Rinach: Frau Guggenwieser
- Hans Stadtmüller: Dr. Kogler
- Helmut Alimonta: Jurist
- Karl Renar: Cetățean de onoare